# Schwanenknochenflöte

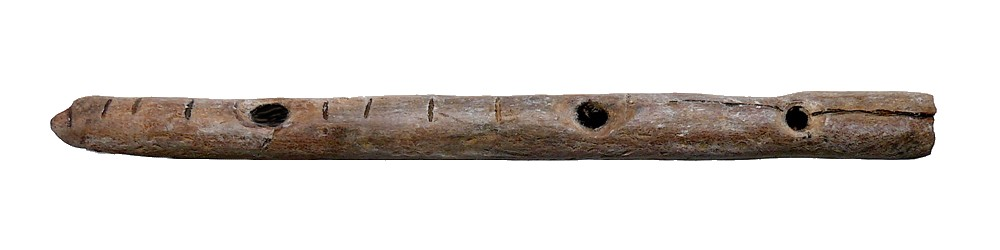
Replik der Schwanenknochenflöte

Die Schwanenknochenflöte vom Geißenklösterle ist eine Knochenflöte aus dem Aurignacien, ihr Alter wird auf 35.000 bis 40.000 Jahre geschätzt. Ihre Bruchstücke wurden 1973 und 1990 in der Höhle Geißenklösterle in Baden-Württemberg gefunden und sie ist eines der ältesten erhaltenen Musikinstrumente der Menschheitsgeschichte.

## Beschreibung
Die Flöte ist aus den Speichen (Radius) eines Singschwans gefertigt. Der erhaltene Teil ist etwa 12,6 cm lang und hat drei flach eingeschabte Grifflöcher.
Die ursprüngliche Länge der Flöte ist nicht mehr feststellbar, daher ist auch nicht klar, welche Töne gespielt werden konnten. Auch die Blastechnik ist nicht bekannt, möglich sind eine  Spielweise von einem Seitenende mit einem Block, ebenso ein Queranblasen oder sogar ein Spielen mit einem der Grifflöcher.
Es gibt eine Replik, auf der sich die relativ hohen Töne a3, b3, c4, e4 und f4 wiedergeben lassen. Ihr Klang wird als sehr eindringlich beschrieben.

## Forschungsgeschichte
Die ersten Fragmente  wurden 1973 bei archäologischen Ausgrabungen im Geißenklösterle bei Blaubeuren auf der Schwäbischen Alb gefunden.
1990 fand die Tübinger Archäozoologin Susanne Münzel weitere Stücke. Sie setzte die Flöte aus insgesamt 23 Bruchstücken zusammen.
2004 wurde das rekonstruierte Instrument in einer Sonderausstellung im Württembergischen Landesmuseum erstmals der Öffentlichkeit vorgestellt. Seitdem ist eine Replik in der Dauerausstellung des Museums zu sehen.

## Weitere paläolithische Knochenflöten
Im Geißenklösterle wurden Fragmente von zwei weiteren  Flöten aus etwa derselben Zeit gefunden, die jedoch nur in kleinen Teilen erhalten sind.
In der benachbarten Vogelherdhöhle und dem Hohlefels wurden Teile von jeweils drei weiteren Flöten aus Knochen bzw. Mammutelfenbein, ebenfalls aus dem Auriacien gefunden, darunter die Gänsegeierflöte vom Hohlefels, die jetzt zum UNESCO-Welterbe Höhlen und Eiszeitkunst der Schwäbischen Alb gehört.